# Engyneura curvostylata
Engyneura curvostylata är en tvåvingeart som beskrevs av Fan och Chen 1980. Engyneura curvostylata ingår i släktet Engyneura och familjen blomsterflugor. Inga underarter finns listade i Catalogue of Life.